# Česká družina

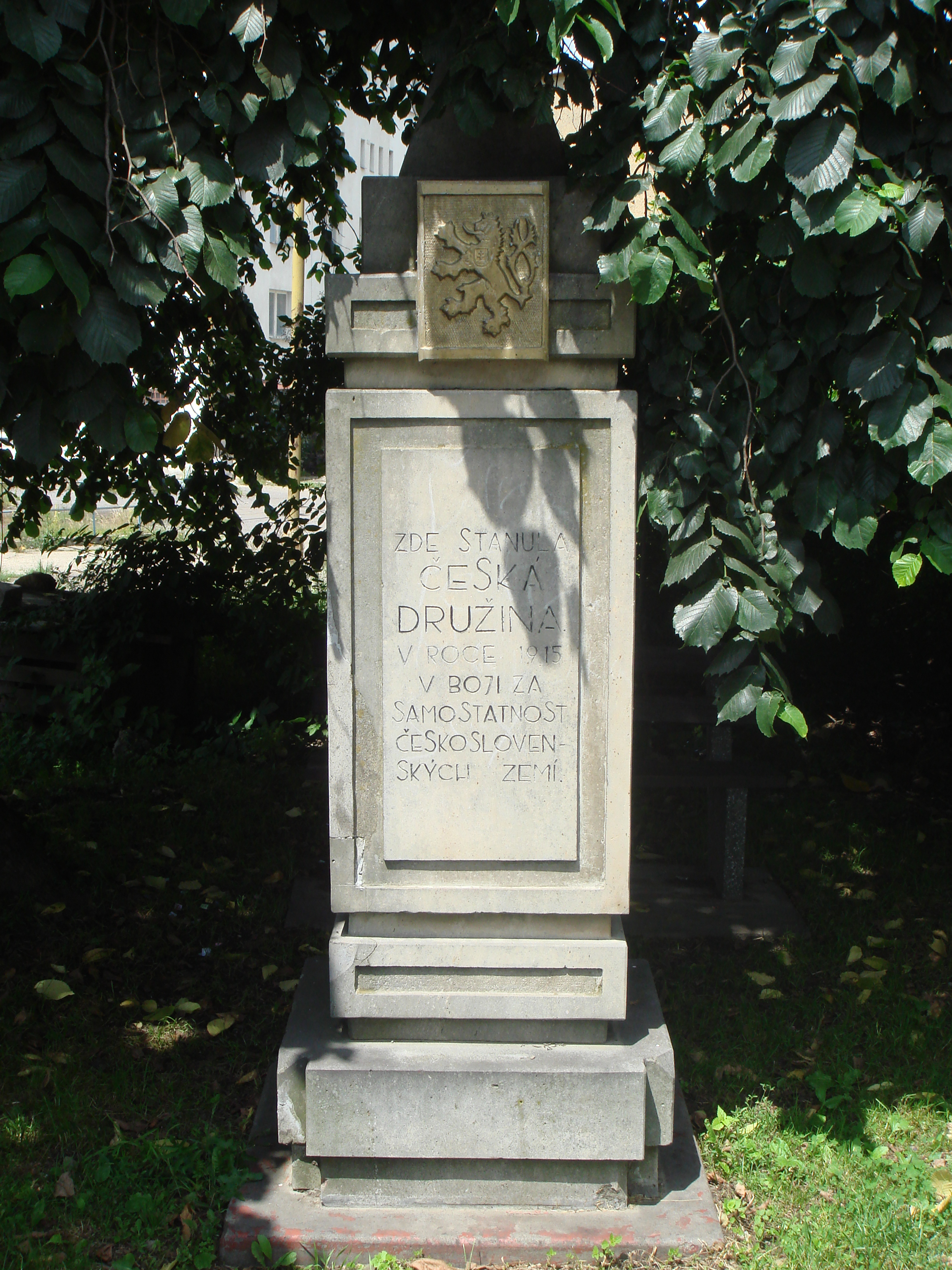
Pomník České družiny v Medzilaborcích

Česká družina byla za první světové války jednotka dobrovolníků složená z Čechů žijících v Ruském impériu a později též z válečných zajatců, předchůdkyně ruských československých legií.

## Vznik
Před I. světovou válkou žilo v carském Rusku podle některých pramenů až sto tisíc Čechů a Slováků (90 000 Čechů a 60 000 Slováků), přišli sem za prací a byli to v prvé řadě zemědělci, kteří se usídlovali v oblasti kolem Volyně. Mimoto sem přicházeli také zástupci různých firem, sládci a také příslušníci Sokola, kteří zde vyučovali tělocvik a šířili sokolské ideje. Ti pak pobývali ve velkých městech, jako byl Petrohrad, Varšava, Kyjev (patřící tehdy k Rusku), Moskva a i Novosibirsk, a vyvíjeli zde spolkovou činnost.
V pozadí vzniku České družiny 12. srpna 1914 (20. srpna ji schválila vojenská rada tvořená různými krajanskými spolky) stála politická činnost těchto spolků a jejich snaha projevit loajalitu vůči carovi. Češi na Rusi byli rakouskými poddanými, a proto jim po zahájení války hrozila internace a deportace na Sibiř.
Prakticky šlo o to, aby Češi hlásící se do ruské armády nebyli rozptýleni po jednotkách, ale vytvořili jednotku jednu (později zařazenou pod Kyjevský válečný okruh) v síle jednoho praporu o dvou rotách (předpokládalo se, že se přihlásí kolem 500 dobrovolníků). Zájemců bylo však o dost více, 720, a od prosince 1914 se jim začalo říkat Starodružiníci, na rozdíl od později příchozích zajatců, kteří nesli označení Novodružiníci. Tím se družina rozrostla na čtyři roty. Na počátku jí velel podplukovník Lotocký. Později, od října 1914, stál v jejím čele pplk. Sozentovič. Slavnostní přísaha 716 dobrovolníků, z toho 16 Slováků, a 8 českých důstojníků s předáním a svěcením svatováclavského praporu (tento výjev je znám ze zelené prvorepublikové poštovní známky) proběhla podle tehdejšího ruského kalendáře 11. října, tedy v den svátku sv. Václava 28. září 1914, na Sofijském náměstí v Kyjevě. Dne 22. října 1914 byli Češi posláni na frontu.
Česká družina byla připojena k vojsku generála Radka Dimitrijeva, k jeho III. armádě v Haliči. Po přesunu do Radyvyliva vyrazila družina k Brodcům, k rakouským hranicím. Překročila je 27. října 1914.
Dne 8. listopadu, na výročí bitvy na Bílé hoře, vykonal generál Radko Dimitrijev přehlídku České družiny. Stala se z ní divizní rozvědka. České jednotky prováděly bojový průzkum a sběr „jazyků“ (Syrový, Čeček, Švec). Mimo jiné se věnovaly i propagandistické činnosti, zaměřené na slovanské národnosti v rakouských bojových jednotkách.
Do prvních bojů se družina zapojila 14. listopadu u Tarnova, 16. listopadu u Biele na Dunajci a 18. listopadu u Radlova. 19. listopadu následovala srážka s maďarskými husary u Niedziliesky (první bojová akce).

## Boje na Dunajci
Získání prvního defekta v 28. pluku (Pražské děti), šikovatele Lehečky a organizování slavného hromadného přeběhu, který se nekonal a měl za následek vystřídání 28. pluku 14. rakouským.
V březnu 1915 začala ruská ofenzíva, pochod do Karpat přes Pilzno, Jaslo (kde o téměř 30 let později Čechoslováci bojovali znovu), Medzilaborce.
Čeští dobrovolníci byli připojeni k 48. divizi generála Kornilova. 17. dubna 1915 Dumbrovka, Smilno, průlom u Zborova, Kompošpaták, Bardejov. Při ofenzívě 20. března se Rusům vzdalo bez boje 3 000 příslušníků 21. zeměbranecké divize, např. 11. písecký pluk a 3. dubna konečně i 28. pražský u Stebnícké Huty.
V květnu 1915 se velitelem České družiny stal podplukovník Trojanov. Do konce roku 1915 vstoupilo do České družiny 2 225 dobrovolníků, 31 z nich padlo.

## Den sv. Václava a jeho úloha při vzniku Československa
Prapor České družiny byl původně organizován v Moskvě Čechy a Slováky z tamější komunity. Sestává z vlajky Českého království (dva vodorovné pruhy – bílý a červený) doplněné o výšivku svatováclavské koruny ve středu, kterou obklopují znaky Čech, Moravy, Slezska a Slovenska. Byl předán družině na Sofijském náměstí v Kyjevě jejím velitelem Sozentovičem na den sv. Václava 28. září 1914. Praporečníkem České družiny se stal synovec Adolfa Heyduka, agronom z Kavkazu Jaroslav Heyduk.
Naše jednotky vyznávaly původně Svatováclavskou tradici s možností vytvoření Českého království včetně Slovenska s podporou Ruska, jak je uvedeno v přípisu francouzského vyslance Paleologuea o jednání s ruským ministrem zahraničí Sazonovem ze září 1914. I první pluk byl původně nazván plukem svatého Václava, než jej T. G. Masaryk při své osobní návštěvě v roce 1917 na popud plukovníka Konstantina Mamontova (jenž ctil a zaváděl v legiích též husitskou tradici) přejmenoval na pluk Mistra Jana Husi.

Česká družina v Kyjevě na Sofijském náměstí
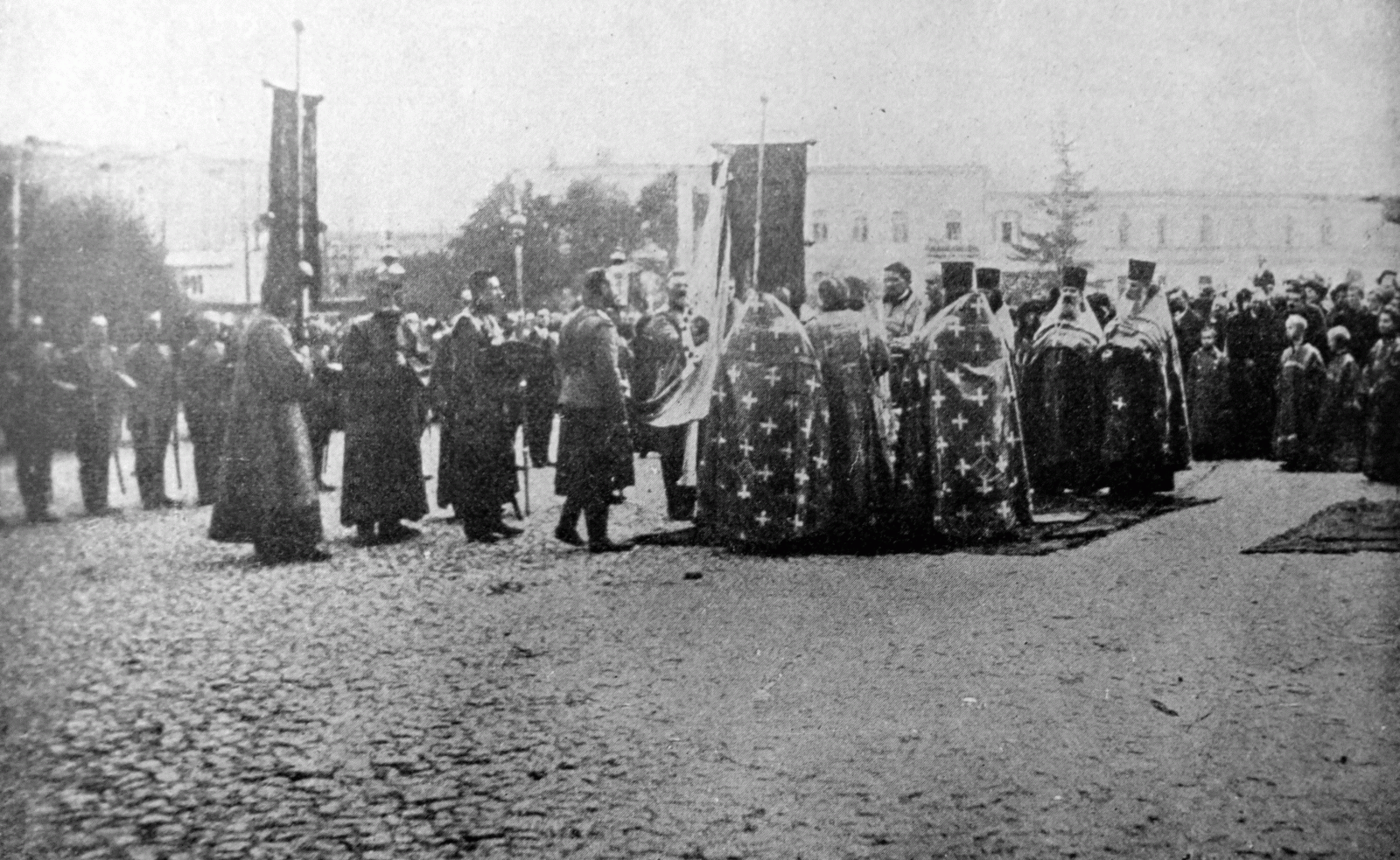
Svěcení praporu
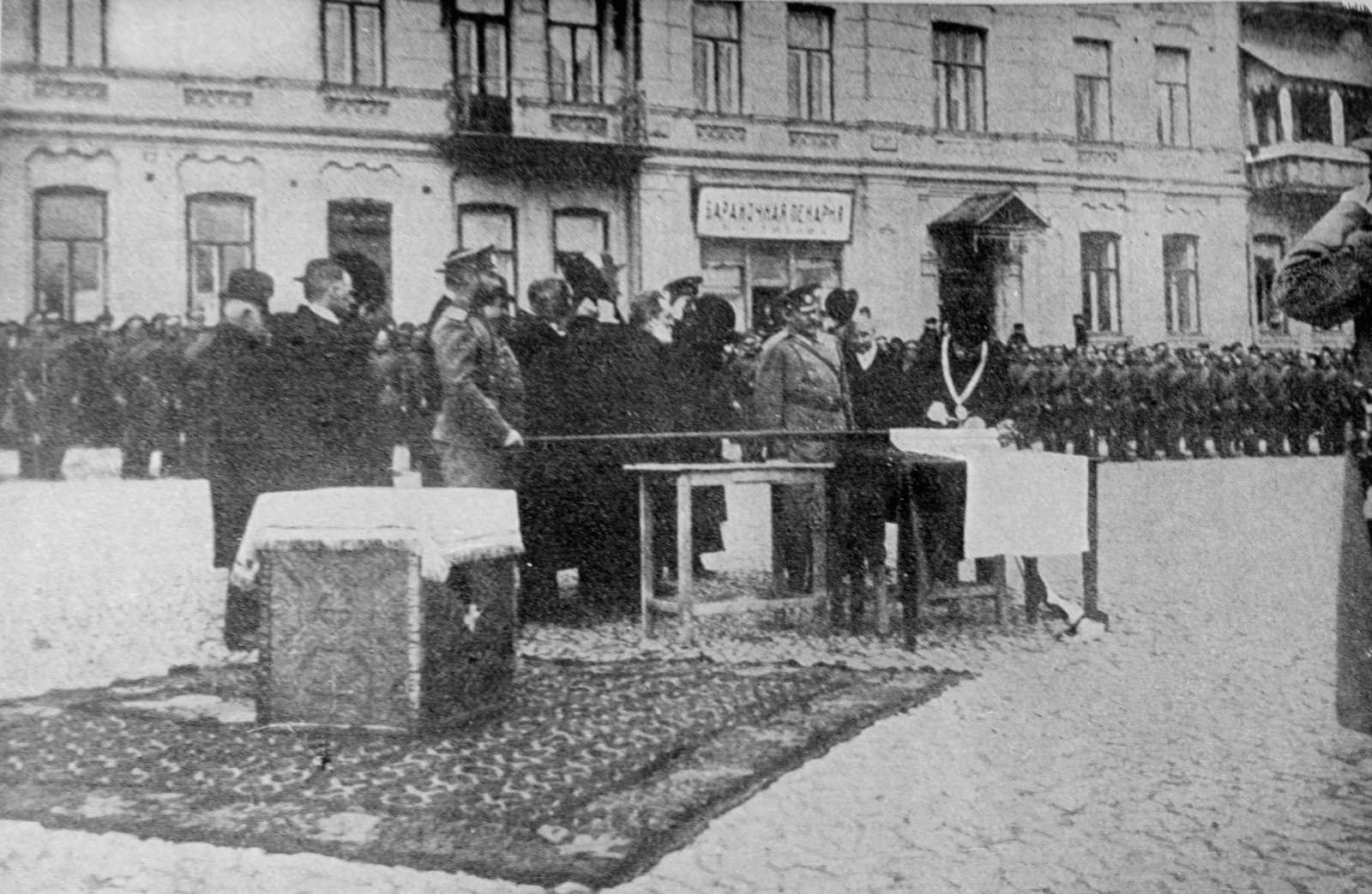
Zatloukání hřebů do žerdě
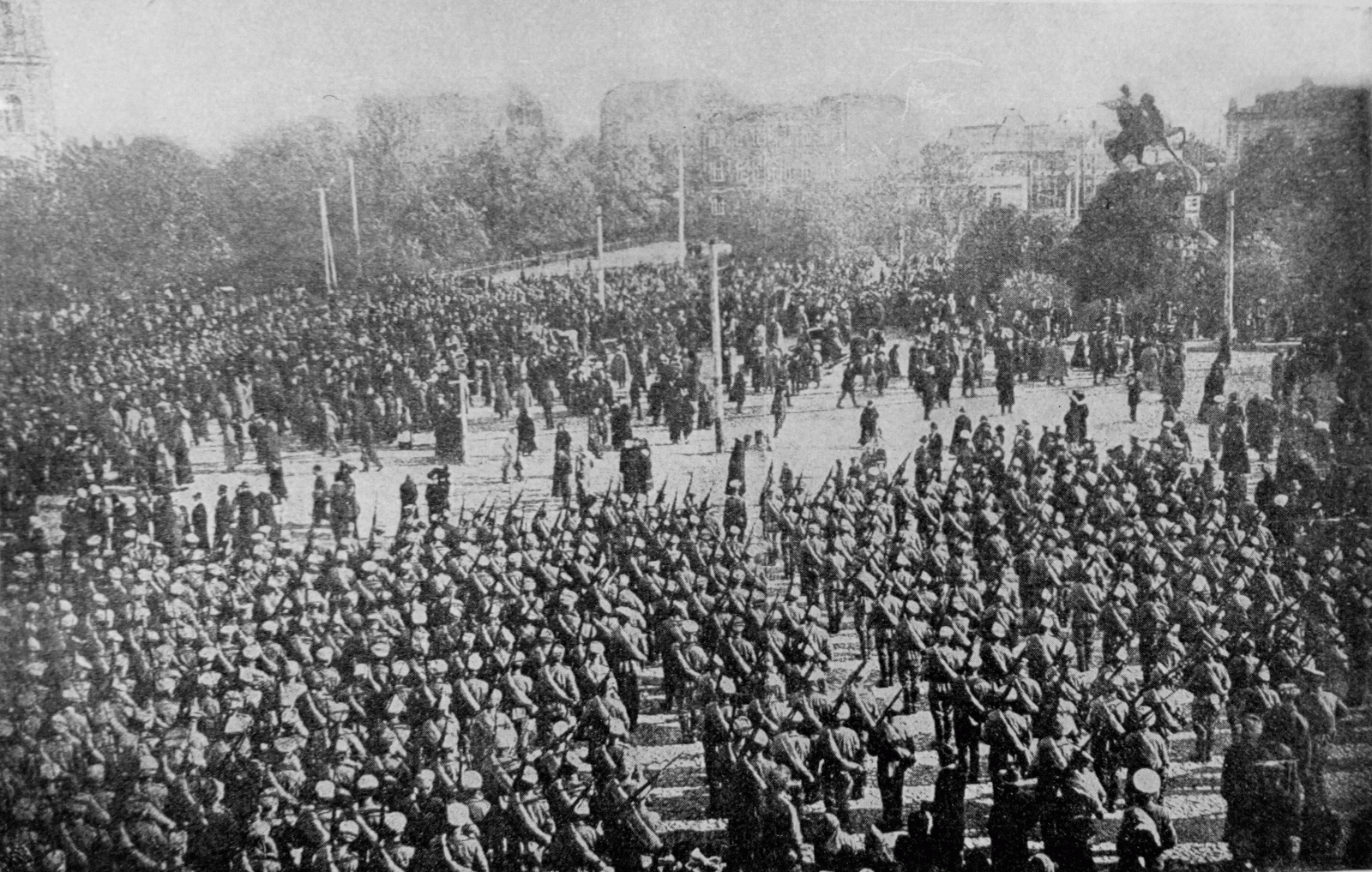
Nástup k přísaze
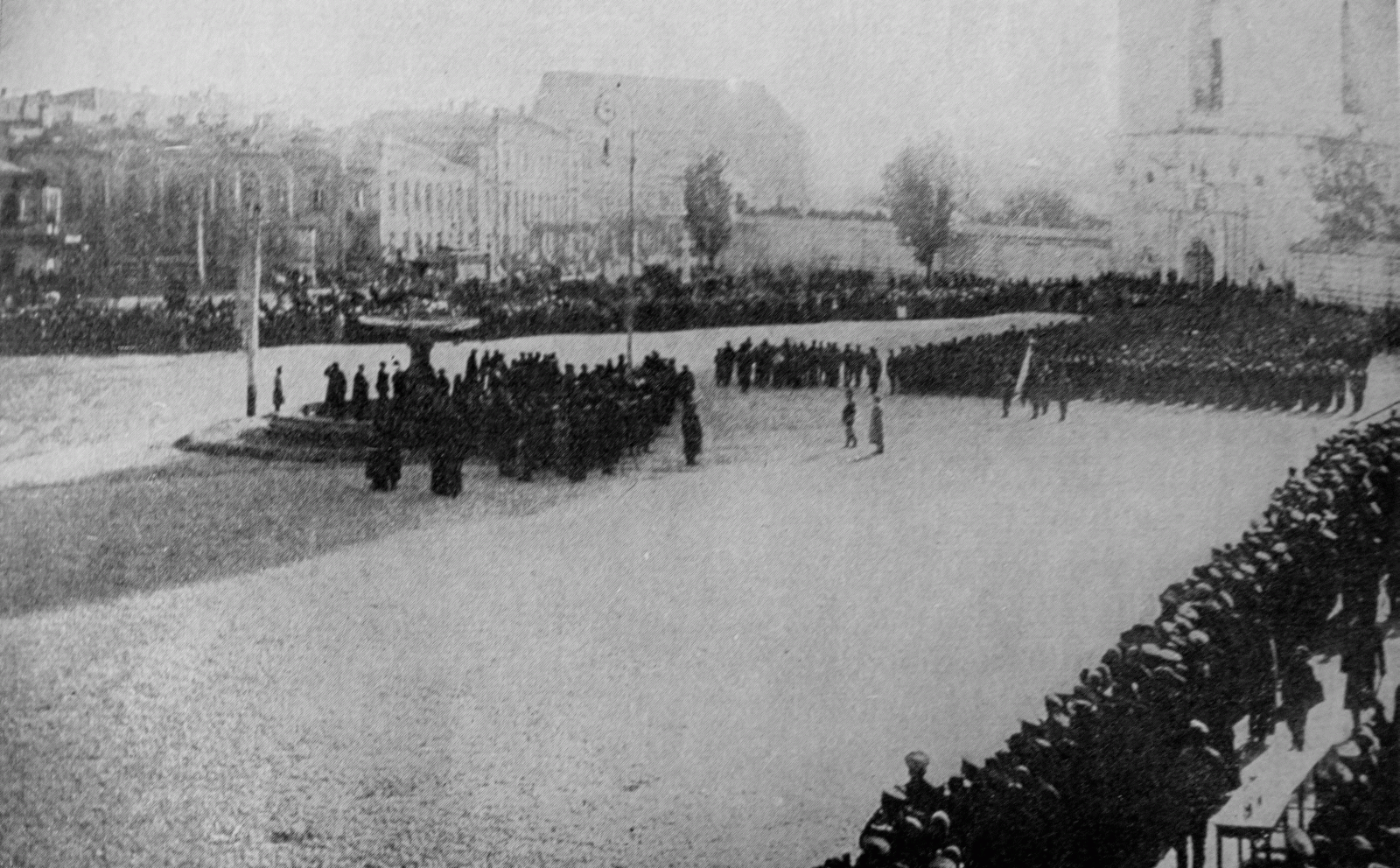
Celkový pohled na náměstí
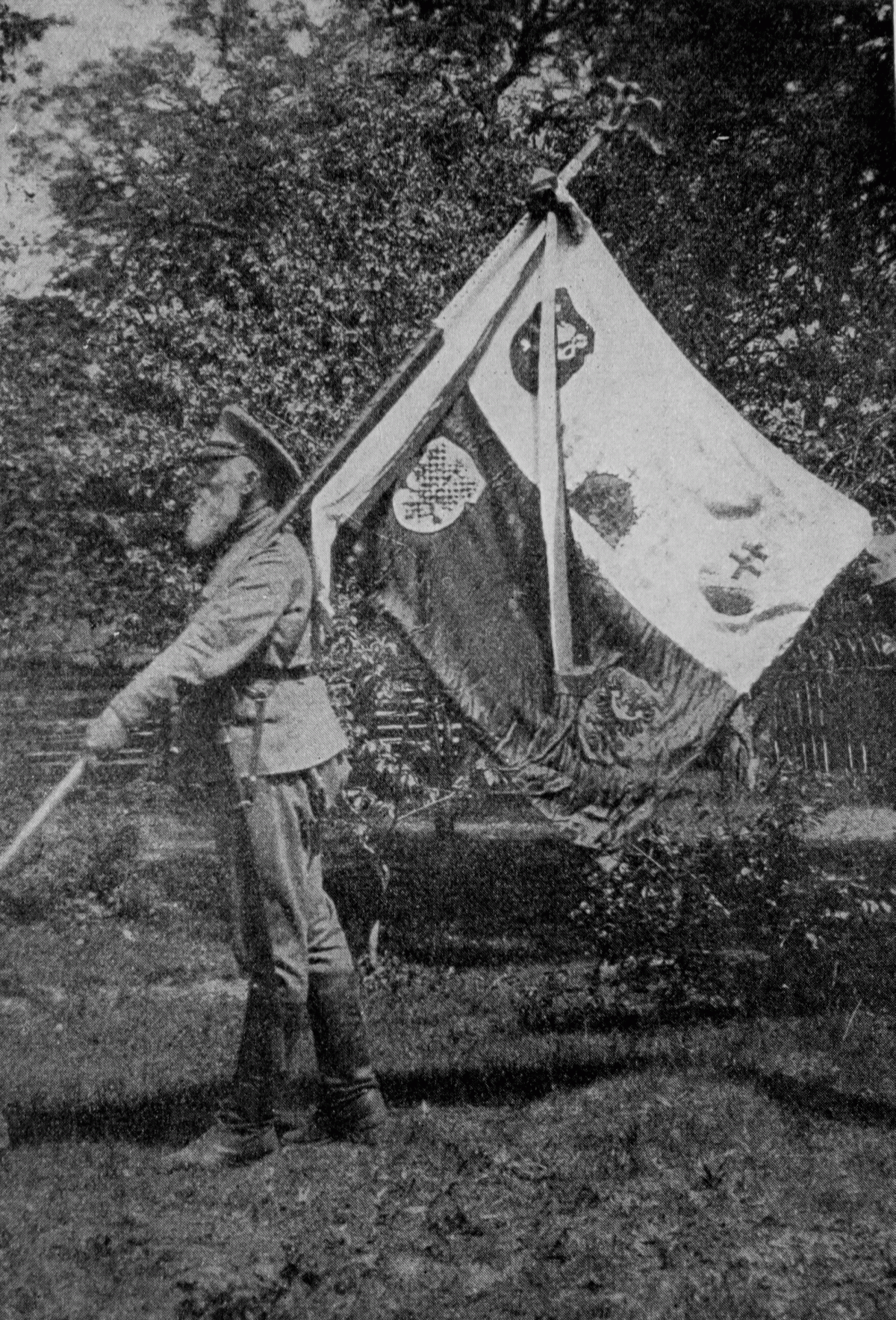
Praporečník Jaroslav Heyduk